# Laura Cox (música)
Laura Cox (Francia, 24 de noviembre de 1990) es una guitarrista, cantante y compositora anglo-francesa. Desde 2008, ha logrado el reconocimiento internacional en YouTube como guitarrista. También es la cantante y guitarrista principal de Laura Cox Band, una banda de rock que formó en 2013.

## Primeros años de vida
Su madre es francesa y su padre es inglés. Tomó la guitarra por primera vez a la edad de 14 años, en 2005, como una zurda que toca con la mano derecha, usando una guitarra clásica barata que le regaló su tía. Su primera guitarra eléctrica fue una Squier Showmaster. Primero comenzó a publicar sus versiones y solos de guitarra en YouTube en 2008. Tras su éxito con YouTube, se convirtió en la cantante y guitarrista principal de Laura Cox Band; una banda de rock que formó en 2013 en la región de París.

## Equipo
Laura Cox usa guitarras Gibson Les Paul y Bacchus, amplificadores Orange y cuerdas Ernie Ball, y también ha usado guitarras Gibson Firebird, Fender Telecaster, Fender Stratocaster y Epiphone Les Paul.

## Discografía

### Banda Laura Cox
- Hard Blues Shot (2017),[5] grabado y mezclado por Joseph Noia en Midi Live Studio (Francia)
- Brillante ardiente (2019)[5]